# Vassílios Tsolakídis
Vassílios Tsolakídis (en grec moderne : Βασίλειος Τσολακίδης), souvent appelé Vassílis Tsolakídis (Βασίλης Τσολακίδης), né le 9 septembre 1979 à Thessalonique, est un gymnaste grec.

## Palmarès

### Jeux olympiques
- Londres 2012
  - 7e aux barres parallèles

### Championnats du monde
- Melbourne 2005
  - 6e aux barres parallèles

- Londres 2009
  - 4e aux barres parallèles

- Tokyo 2011
  -  médaille d'argent aux barres parallèles

### Championnats d'Europe
- Patras 2002
  -  médaille d'or aux barres parallèles

- Lausanne 2008
  - 8e aux barres parallèles

- Birmingham 2010
  - 8e au concours par équipes
  -  médaille d'argent aux barres parallèles

- Montpellier 2012
  - 6e aux barres parallèles